# Casa de Moneda de Filadelfia
La Casa de moneda de Filadelfia se creó debido a las necesidades de los requerimientos comerciales de los Estados Unidos. Esto llevó a los Padres fundadores a establecer una Casa de moneda nacional como segunda prioridad, después de la ratificación de la Constitución de los Estados Unidos.
La Ley de la moneda de 1792, proclamó la creación de la Casa de Moneda de los Estados Unidos. Filadelfia en aquel tiempo era la capital de la nación, por ende, la primera instalación de la casa de moneda se construyó allí. También se instituyó un sistema decimal basado en el dólar, con pesos específicos y composiciones metálicas, y se requirió que cada moneda de los Estados Unidos presentara "una impresión emblemática de libertad".

## Historia

### Primer edificio

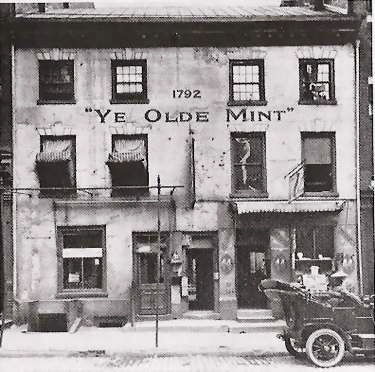
Primera casa de moneda de Filadelfia (imagen de 1908).

David Rittenhouse, un científico norteamericano, fue nombrado el primer director de la casa de moneda por el presidente George Washington. En julio de 1792, Rittenhouse adquirió dos parcelas, en Seventh Street y el 631 de Filbert Street en Filadelfia. La casa de fundición fue el primer edificio público levantado por el gobierno de Estados Unidos.
El oro y la plata para la casa de moneda estuvieron almacenados en bóvedas ubicadas en el sótano. La primera planta albergaba salas de depósito y pesaje, junto con la sala de prensa, donde se llevaba a cabo la acuñación de las monedas. Las oficinas oficiales de la casa de moneda se hallaban en el segundo piso y la oficina de ensayos en el tercer piso.
En enero de 1816, la fundición fue destruida por un incendio. La casa de fundición fue reemplazada por un gran edificio de ladrillo, en donde se incluyó una nueva máquina de vapor en el sótano para impulsar la maquinaria.
Hasta 1833, estos edificios proveyeron a los Estados Unidos de la moneda metálica, hasta que las operaciones se trasladaron a la segunda casa de moneda de Filadelfia. Esta propiedad fue vendida y luego demolida entre 1907 y 1911. Ahora, solo queda una pequeña placa para conmemorar el lugar.

### Segundo edificio
El 4 de julio de 1829, se colocó la piedra angular del edificio en la intersección de las calles Chestnut y Juniper. Fue diseñado por William Strickland y construido en mármol blanco con columnas de estilo griego. Abriendo en enero de 1833, su producción se vio limitada por la maquinaria obsoleta rescatada de la primera casa de moneda. Franklin Peale, fue enviado a Europa para estudiar tecnologías avanzadas de acuñación, que fueron traídas e implementadas, aumentó la productividad y la calidad. En 1902, este edificio fue vendido y posteriormente demolido.

### Tercer edificio

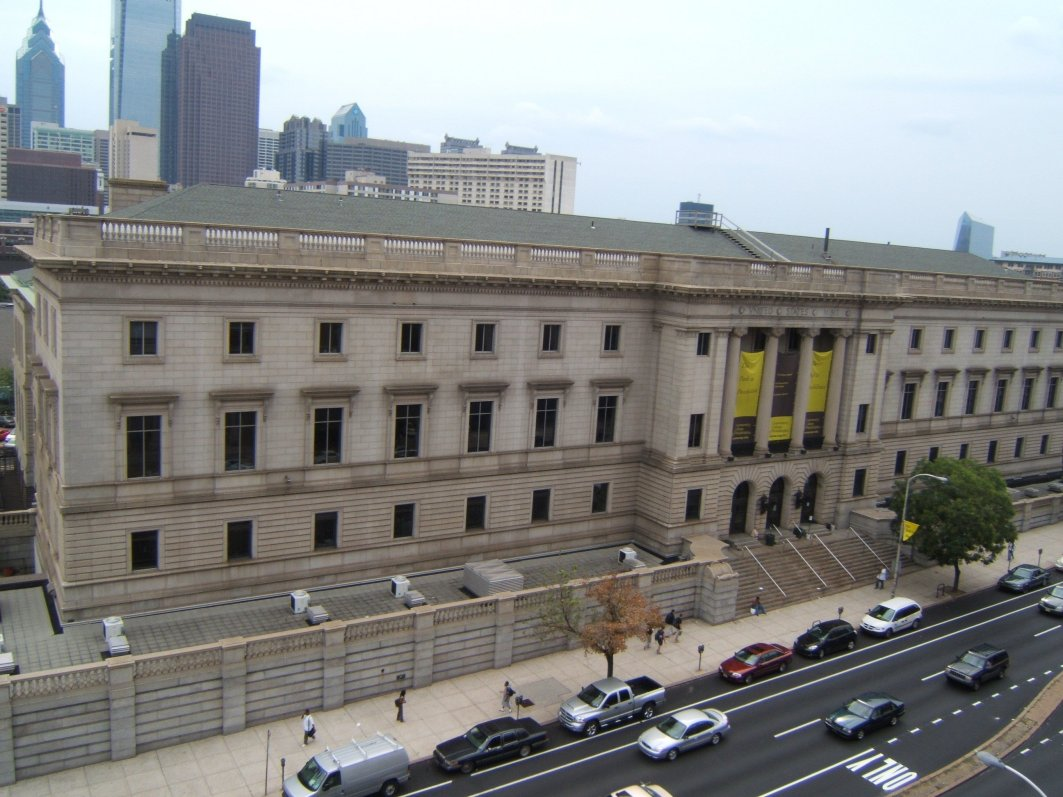
Tercera casa de moneda. Actualmente es el Community College of Philadelphia.

La tercera casa de moneda de Filadelfia fue construida en el 1700 de Spring Garden Street y fue diseñado por James Knox Taylor. Abrió en 1901, y en un solo año, la casa de moneda produjo 501,000,000 monedas (5/7 de las monedas estadounidenses acuñadas), así como 90,000,000 monedas para países extranjeros.
Es una enorme estructura de casi una manzana completa, que se caracteriza por presentar una fachada inspirada en los templos romanos. En el interior se pueden apreciar siete mosaicos de vidrio con temática diseñada por Louis Comfort Tiffany en un techo abovedado de color dorado. Estos mosaicos mostraban los antiguos métodos romanos de acuñación. Desde 1973 y hasta la actualidad, este edificio pertenece al Community College of Philadelphia.

### Cuarto edificio

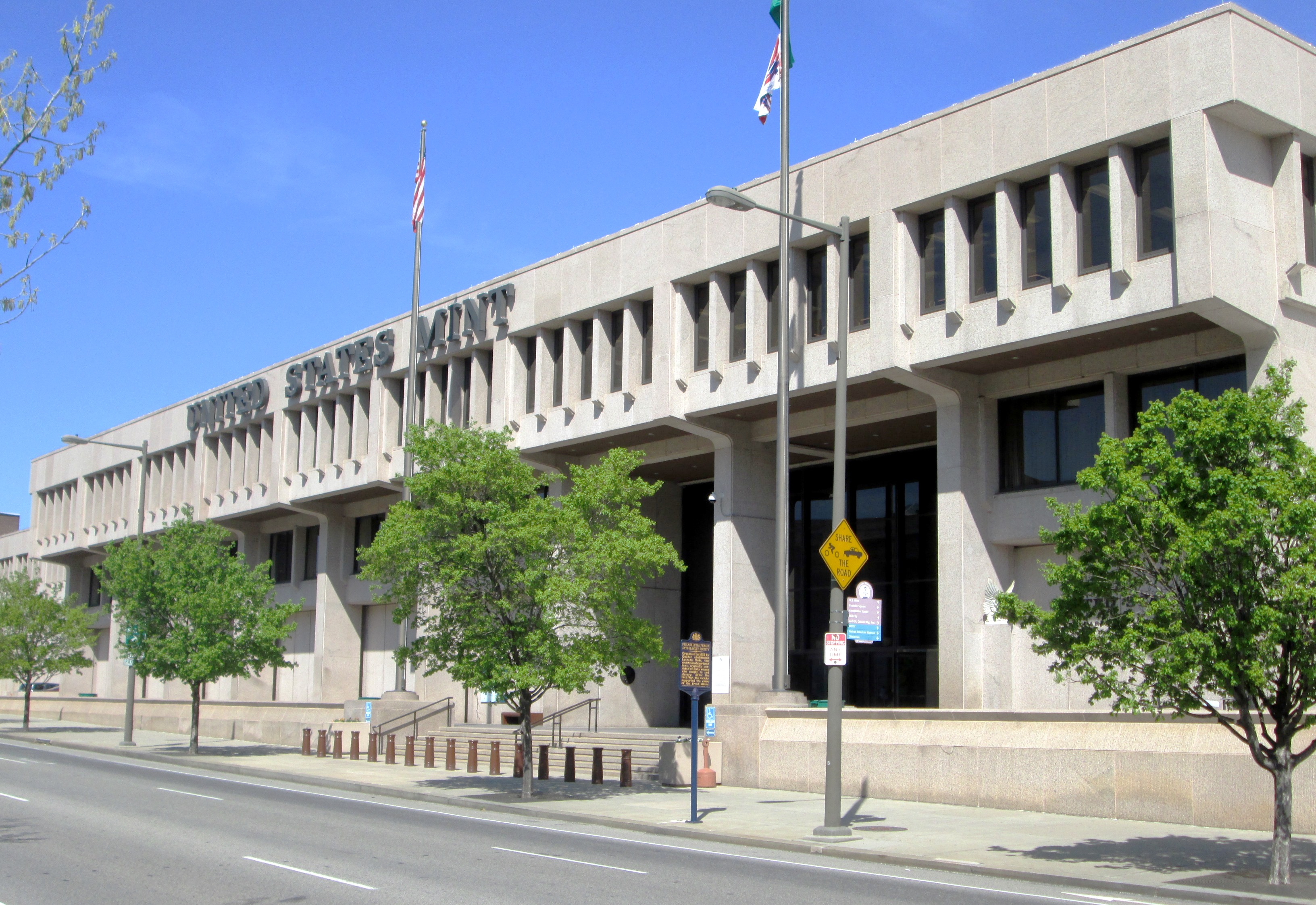
Casa de moneda actual.

La casa de moneda de Filadelfia actual abrió sus puertas en 1969. Fue diseñada por el arquitecto Vincent G. Kling, quien también diseñó el Five Penn Center, el Centre Square y el Annenberg Center for the Performing Arts. Era la casa de moneda más grande del mundo cuando fue construida, y mantuvo esta distinción hasta enero de 2009.
La casa de moneda de Filadelfia puede producir hasta un millón de monedas en 30 minutos, lo que tomaba a la casa de moneda original tres años para producir. 
La casa de moneda de Filadelfia también produce medallas y premios para militares, entidades gubernamentales y civiles. Las monedas acuñadas aquí desde 1981 llevan una "P" como marca de ceca, excepto los céntimos. Antes de 1980, ninguna moneda tuvo marca de ceca, excepto los níqueles de Thomas Jefferson acuñados de 1942 a 1945 y el dólar Susan B. Anthony de 1979.

## Robos
El 19 de agosto de 1858, durante una visita a la Casa de Moneda, dos ladrones utilizaron una llave falsificada para abrir un escaparate que contenía $265.00 en raras piezas de oro, pero fueron aprehendidos al poco tiempo mientras intentaban gastarlas en tiendas locales.
En 1893, Henry S. Cochran, un empleado de pesaje, había malversado 134,000 dólares en lingotes de oro de la bóveda de la casa de moneda en un período de 8 a 10 años. Se llegó a recuperar unos 107.000 dólares de su casa y de un escondite en el sistema de ventilación dentro de la misma casa de moneda.
En septiembre de 2011, el antiguo agente de la casa de moneda, William Gris, fue encontrado culpable ante un tribunal federal por robar monedas con errores de acuñación por un valor de $2.4 millones, las cuales eran vendidas a un distribuidor.